# Brusnik (Zaječar)
Brusnik (Servisch cyrillisch: Брусник) is een plaats in de Servische gemeente Zaječar. Voorheen maakte Brusnik deel uit van de gemeente van Negotin. De plaats ligt op 37 km van Zaječar en op 21 km van Negotin en ligt ongeveer halverwege tussen de eindpunten van de spoorlijn Prahovo-Zaječar, op 2-4 km van de rivier de Timok.
Brusnik telde in 2002 456 inwoners. In de jaren veertig telde de plaats nog 2500 inwoners.
Er zijn een tiental openbare fonteinen in, en aan de rand van het dorp, gebouwd tussen het midden van de 19e en het midden van de 20e eeuw. Een van de grotere is de fontein van Mita (Mitina česma/Митина чесма), gebouwd aan het begin van 20e eeuw door de lokale groothandelaar Dimitrije Mita Kojić.
Net als vele andere dorpen in Oost-Servië, in het bijzonder in de Regio Timok, heeft Brusnik "pivnice"/"pimnice", een aparte wijk , gelegen op 5 km afstand van het dorp, met tijdelijke woningen, die gebruikt worden in de tijd van de druivenoogst. Deze wijk heeft straten en winkels, maar geen school, noch een postkantoor of medische voorzieningen (die zijn alleen in Brusnik zelf).

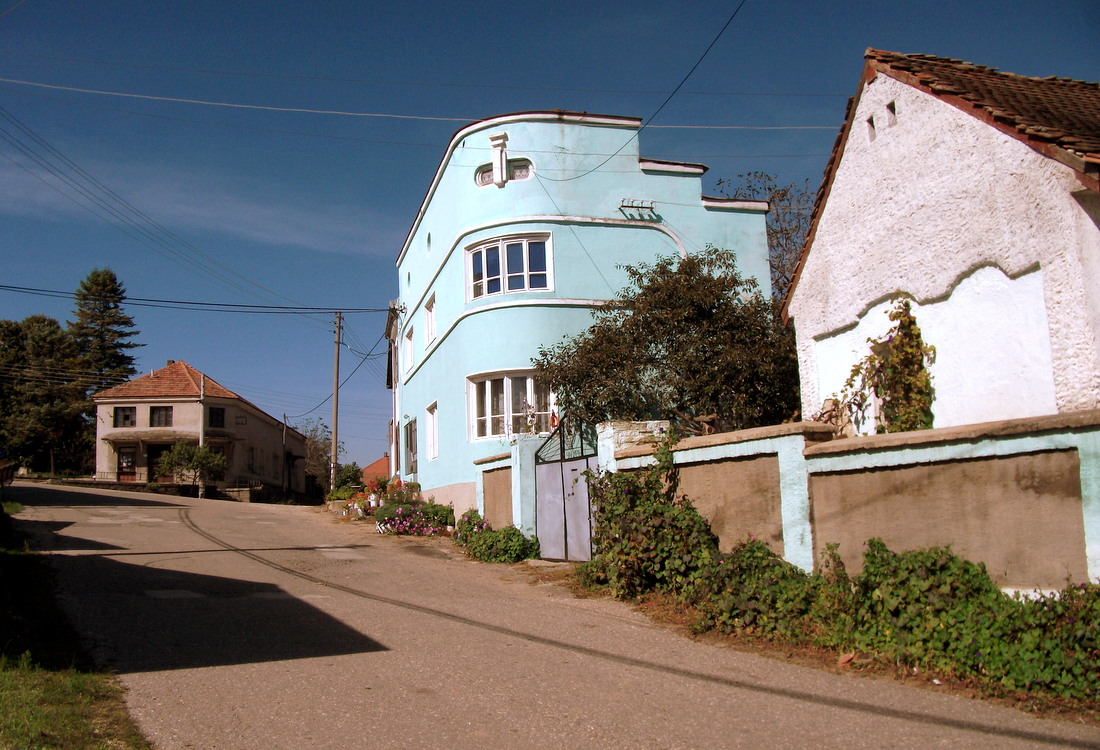
Brusnik, rond het centrum
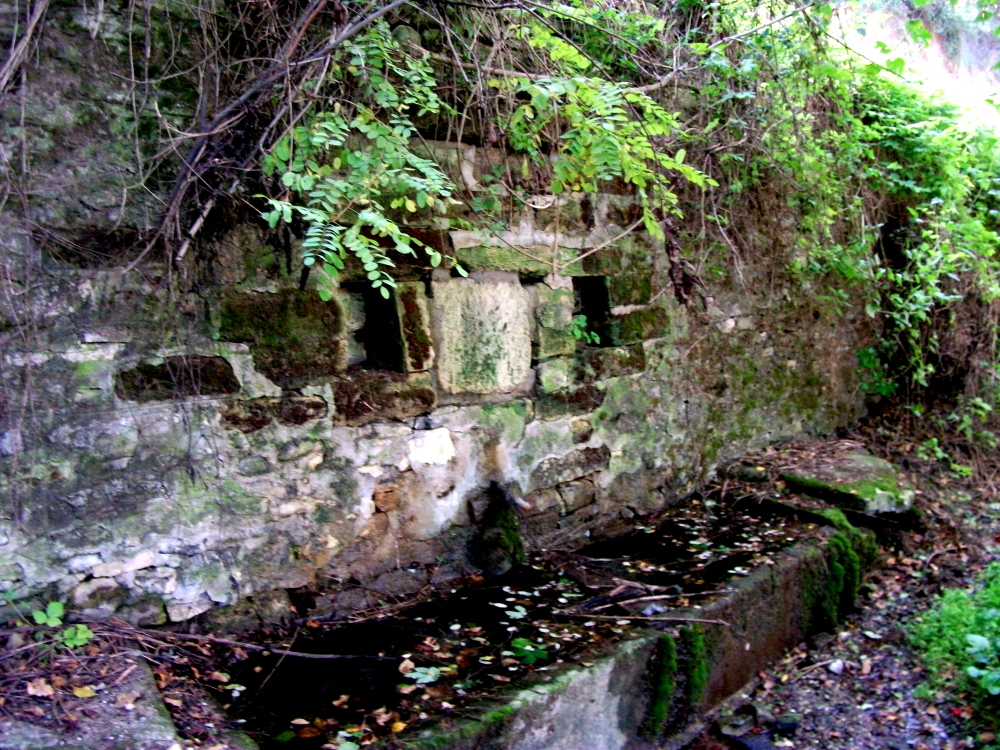
De Fontein van Mita, rond 1900
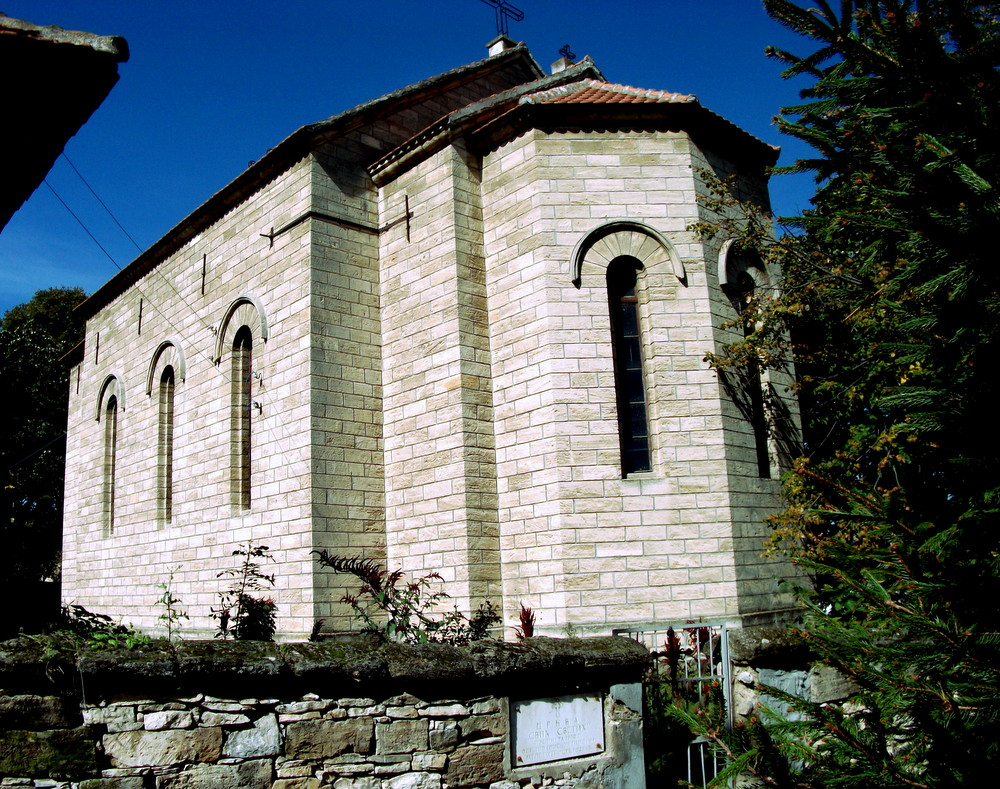
Parochiekerk den Allerheiligen van Brusnik, ingewijd 1900

De parochiekerk werd gebouwd in 1897-1900, en is in 1900 door de Servisch-Orthodoxe Kerk Bisschop Meletius (Melentije) van Negotin-Timok ingewijd tot Allerheiligen (een niet gebruikelijke feestdag voor de kerek in een zo klein stadje, meestal gereserveerd voor het voortgezete kathedralen en basilieken in grote bisdom steden).

## Trivia
Ook Noord-Macedonië kent een dorp Brusnik met op een vergelijkbare afstand een stad Negotino.